# Wolfgang Reuschel
Wolfgang Reuschel (* 16. November 1924 in Leipzig; † 18. September 1991 ebenda) war ein deutscher Arabist. Er lehrte von 1974 bis 1990 als Professor an der Universität Leipzig.

## Leben
Der Sohn eines promovierten Studienrats und einer Hausfrau wuchs in Leipzig auf, wo er 1942 am Schiller-Realgymnasium das Abitur ablegte. Anschließend wurde er zum Kriegsdienst in der Wehrmacht einberufen und diente als Unteroffizier in einer Luftnachrichtenabteilung. Bei Kriegsende im Mai 1945 geriet er in sowjetische Kriegsgefangenschaft, aus der er im Dezember 1947 entlassen wurde. Ab 1948 studierte Reuschel Orientalistik, Slawistik und Anglistik an der Universität Leipzig, 1951 wechselte er an die Martin-Luther-Universität Halle-Wittenberg, wo er Ende 1952 das Staatsexamen in Russisch (Hauptfach) mit den Nebenfächern Orientalistik und Anglistik ablegte. Anschließend arbeitete er bis 1960 an der Universitätsbibliothek Leipzig. Nachdem er 1954 die Ausbildung für den wissenschaftlichen Bibliotheksdienst an der Deutschen Staatsbibliothek Berlin abgeschlossen hatte, war er als Fachreferent für Orientalistik, als Leiter des Zentralkatalogs, der Handschriften- und Inkunabelabteilung sowie der Erwerbungsabteilung an der Leipziger Universitätsbibliothek tätig. Daneben hatte Reuschel ab 1955 einen Lehrauftrag für neupersische und arabische Sprache und Literatur am Orientalischen Institut.
Parallel zu seiner Berufstätigkeit schloss er 1957 an der Karl-Marx-Universität (KMU) Leipzig die Promotion zum Dr. phil. ab. Thema seiner von Johann Fück und Maximilian Lambertz begutachteten Dissertation war Al-Ḫalīl Ibn-Aḥmad, der Lehrer Sībawaihs, als Grammatiker. 1960 wurde Reuschel wissenschaftlicher Mitarbeiter und im Jahr darauf Dozent für das Fachgebiet Arabistik am Orientalischen Institut der KMU, aus dem nach der Hochschulreform 1969 der Lehr- und Forschungsbereich Arabische Staaten der Sektion Afrika- und Nahostwissenschaften hervorging. Von 1967 bis 1972 hatte er den Vorsitz in der Zentralen Kommission für Arabischunterricht beim Ministerium für Hoch- und Fachschulwesen der DDR.
Mit einer Schrift über Aspekt und Tempus in der Sprache des Korans habilitierte sich Reuschel 1969 an der Universität Leipzig (Gutachter waren Johann Fück, Heinrich Simon und Rudolf Růžička) und erhielt die Facultas Docendi für Arabistik; 1974 wurde er zum außerordentlichen Professor ernannt. Von 1975 bis 1983 leitete er den Lehr- und Forschungsbereich Nordafrika/Nahost in der Sektion Afrika- und Nahostwissenschaften. Reuschel wurde 1979 als ordentlichen Professor auf den Lehrstuhl für Arabistik an der KMU berufen, den er bis zu seiner Emeritierung 1990 innehatte. Er gehörte von 1981 bis 1986 dem Beirat für Asien-, Afrika- und Lateinamerikawissenschaften beim Ministerium für Hoch- und Fachschulwesen und ab 1984 dem Nationalkomitee Asien, Afrika, Lateinamerika der DDR an.

## Veröffentlichungen (Auswahl)
- Al-Ḫalīl Ibn-Aḥmad, der Lehrer Sībawaihs, als Grammatiker. Akademie-Verlag, Berlin 1959.
- Aspekt und Tempus in der Sprache des Korans (= Leipziger Beiträge zur Orientforschung. Band 6). Peter Lang, Frankfurt am Main 1996 [1969].
- Mit Günther Krahl und Eckehard Schulz: Lehrbuch des modernen Arabisch. Edition Hamouda, Leipzig 2015 [1974].
- Mit Günther Krahl und Monem Jumaili: Modernes Hocharabisch. Lehrbuch für Fortgeschrittene, Dolmetscher und Übersetzer. Reichert, Wiesbaden 2004 [1974].
- Als Herausgeber: Orientalistische Philologie und arabische Linguistik. In: Asien, Afrika, Lateinamerika, Nr. 2/1990.